# Roundaboutness
Roundaboutness, o metodo di produzione roundabout, è un termine usato per descrivere il processo di formazione del capitale secondo la concezione dell'economista Eugen von Böhm-Bawerk, uno dei maggiori esponenti della scuola economica austriaca.
Con questo termine Böhm-Bawerk intendeva spiegare il concetto secondo il quale la produzione (e quindi investimenti e il saggio di remunerazione del capitale) sono in funzione non solo delle utilità marginali dei consumatori, ma delle preferenze intertemporali dei detentori dei beni capitali originari (terra e lavoro). 
Dato che più il processo produttivo capitalistico è articolato, più processi di lavorazione richiede e più aumenta il valore aggiunto, secondo Böhm-Bawerk l'accumulazione di capitale richiede che i detentori di capitale originario siano disposti ad anticipare quanto posseduto a quanti impegnati nelle lavorazioni intermedie.
Il saggio di interesse, la remunerazione del capitale, è direttamente legata, quindi, alla sua roundaboutness.